# Aventurina

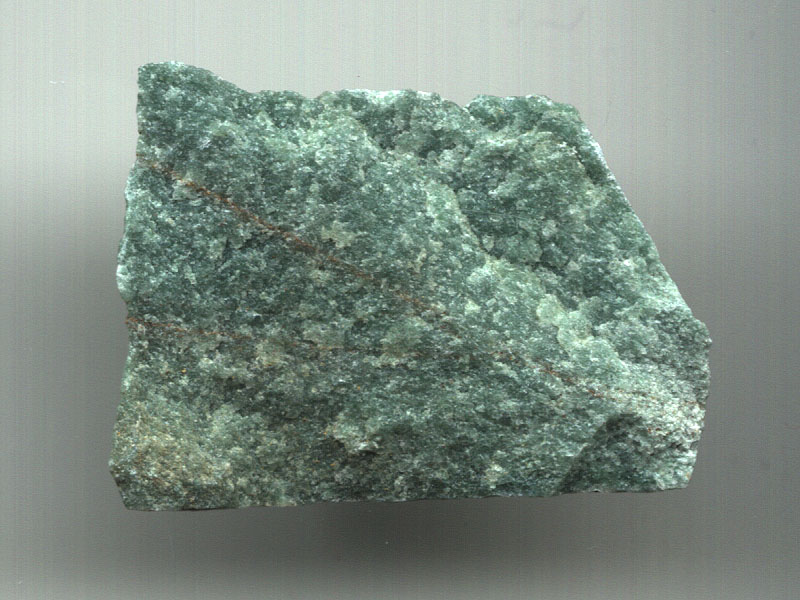
Aventurina de hábito masivo.

La aventurina o venturina es una variedad de cuarzo.

## Características
Se caracteriza por la presencia de ciertas inclusiones, que le dan su color y que provocan unos reflejos brillantes especiales conocidos como efecto aventurinado.
La venturina natural es un cuarzo en que se encuentran diseminadas pajitas de mica amarillas con reflejos dorados. Como están dirigidos en todos los sentidos, resulta que los visos amarillos de oro se repercuten de muchas maneras cuando la piedra está labrada. 
El fondo de estas piedras es ordinariamente pardo claro o blanco rojizo pero se encuentran igualmente amarillentas, parduscas, blancas rojizas y verdosas.
No todas las venturinas deben sus reflejos a partículas de mica. Las hay, y éstas son las más estimadas, cuyos reflejos produce la presencia de cierto número de cristales de cuarzo diversamente situados en la masa. Esta última variedad es ordinariamente de tinta muy clara, de un color blanco verdoso y a veces de un pardo rojizo.

## Inclusiones y color
Las inclusiones más corrientes y el color que producen son:
- Inclusiones de mica fuchsita: le dan a la aventurina su típico color verde esmeralda y, en ocasiones, color azul. Presenta destellos plateados y dorados si contiene también mica moscovita.
- Inclusiones de hematites o de goethita: le dan a la aventurina un color pardo rojizo.

El color verde también puede estar provocado por inclusiones de actinolita, y la hematites puede darle a la aventurina un color naranja albaricoque (entonces la piedra se conoce como eosita).
La aventurina no se presenta como cristal aislado; de hecho, su hábito más común es el masivo. Habitualmente es translúcida, pero un exceso de fuchsita puede convertirla en opaca. El resto de sus propiedades físicas y químicas son iguales que las del cuarzo, exceptuando quizá la dureza y el peso específico, que varían un poco debido a las inclusiones.
La mayoría de la aventurina verde y azul se origina en Karnataka, en la India. También se puede encontrar aventurina en algunos yacimientos de EE. UU., de Sudáfrica, de Alemania y de Austria.
En cuanto a sus aplicaciones, la aventurina se emplea principalmente en joyería o como piedra ornamental.

## Distribución
Las venturinas se sacaban en otro tiempo de las orillas del Mar Blanco suministrándolas Siberia, Bohemia y Francia. La segunda especie provenía al principio solamente de España pero después se comenzó a explotar igualmente en Escocia.

## Origen del nombre
El nombre aventurina procede del italiano ventura, que quiere decir azar. Es una alusión al descubrimiento por casualidad de la síntesis del cristal de aventurina o goldstone, una piedra artificial muy similar a la aventurina, en el siglo XVIII. Otros nombres que recibe la aventurina son prasio, que viene del griego prasos (puerro), en alusión a su color verde, o simplemente, cuarzo verde.
Para más información sobre las características físicas y químicas de la aventurina, visitar cuarzo.